# Four Roads Turlough SAC
Four Roads Turlough SAC este o arie protejată (arie specială de conservare — SAC, sit de importanță comunitară — SCI) din Irlanda întinsă pe o suprafață de 100,18 ha, integral pe uscat.

## Localizare
Centrul sitului Four Roads Turlough SAC este situat la coordonatele 53°30′45″N 8°14′28″W / 53.512403°N 8.240985°V.

## Înființare
Situl Four Roads Turlough SAC a fost declarat sit de importanță comunitară în mai 1998 pentru a proteja 10 specii de animale. Situl a fost protejat și ca arie specială de conservare în octombrie 2017.

## Biodiversitate
Situată în ecoregiunea atlantică, aria protejată conține 1 habitat natural: Turlough.
La baza desemnării sitului se află mai multe specii protejate de  păsări (10): rață sulițar (Anas acuta), rață lingurar (Anas clypeata), rață pitică (Anas crecca), rață fluierătoare (Anas penelope), rață mare (Anas platyrhynchos), Anser albifrons flavirostris, Cygnus columbianus bewickii, culic mare (Numenius arquata), ploier auriu (Pluvialis apricaria), nagâț (Vanellus vanellus).